# Il grande talk
Il grande talk è un programma televisivo italiano di genere talk show, andato in onda dal 2001 al 2011 su TV2000.

## Descrizione
Il grande talk, nato da un'idea di Paolo Taggi, viene inizialmente condotto da Massimo Bernardini e prodotto nella prima edizione da SAT2000. Il programma si avvale della collaborazione con l'Università Cattolica del Sacro Cuore di Milano, dalla quale provengono gli studenti-analisti che in studio "smontano" e commentano i programmi televisivi, all'interno di un percorso universitario che prevede lezioni teoriche e la frequenza di laboratori di analisi televisiva.
A partire dalla stagione 2002-2003 il programma vede, per tre edizioni, la co-produzione Sat2000 – Rai Educational. In onda sul canale satellitare 818 di Sky e su Rai 3 alle 7.30 del sabato mattina, è visibile anche sul digitale terrestre e su numerosi reti locali.
In ogni puntata gli studenti, guidati dal conduttore, si confrontano su filmati curati della redazione che tematizzano i fenomeni televisivi del momento. Il dialogo viene animato ulteriormente dalla presenza di Mirella Poggialini, critica televisiva del quotidiano Avvenire, e di docenti dell'Università Cattolica di Milano. Gli studenti inoltre sono invitati anche a confrontarsi con uno o più ospiti, appartenenti al piccolo schermo.
All'inizio della stagione 2005-2006 i dirigenti di Sat2000 decidono di non rinnovare la collaborazione con Rai Educational. A seguito di questa decisione, Massimo Bernardini e Giovanni Minoli (allora direttore di Rai Educational) decidono di proseguire l'esperienza degli anni precedenti creando la trasmissione TV Talk, in onda su Rai Educational e Rai 3, mentre Sat2000 continua produrre Il grande talk. Come conduttore viene scelto Alessandro Zaccuri, che, insieme a Luciano Piscaglia, si occupa della parte autorale apportando diversi cambiamenti, incentrati principalmente sul legame tra letteratura e TV. Entra a far parte della squadra anche Gianni Ippoliti in collegamento da Roma nel ruolo di "incursore volante". L'attenzione alla televisione internazionale viene rinforzata grazie alla collaborazione con giornalisti e spettatori che risiedono fuori dall'Italia. Aumenta anche il legame con l'Università Cattolica, che ospita una serie di lezioni-evento tenute dai protagonisti della TV italiana e organizzate dalla redazione de Il grande talk.
La quinta edizione vede seduti in cattedra Paolo Bonolis per i suoi 25 anni di TV, la squadra de La corrida per il ventennale di uno dei più famosi varietà italiani e Piero Chiambretti. Nel gennaio 2006 nasce una nuova costola del programma: il magazine Il Grande Talk Decoder, con lo scopo di ampliare lo sguardo sulle diverse professionalità dell'universo televisivo. Durante l'estate Sat2000 manda in onda Pillole de Il grande talk, una selezione di video-frammenti tratti dalle dirette del programma.
Il grande talk è stato il talk show più importante del palinsesto di TV2000, sulla quale andava in onda in prima visione il venerdì alle 21:20-22:35, e successivamente in replica il sabato alle 09:05-10:20 e la domenica alle 19:30-20:45.
La stagione 2010-2011 è stata l'ultima stagione del programma prima della sua soppressione.